# Добра Сан-Томе і Принсіпі
Добра Сан-Томе і Принсіпі (порт. Dobra) — національна валюта держави Сан-Томе і Принсіпі; 1 добра = 100 сентімо.
Емісію валюти здійснює Центральний банк Сан-Томе і Принсіпі. Офіційне позначення валюти — STD (всередині країни — Db).

## Історія
Добра Сан-Томе і Принсіпі введена в обіг 2 липня 1977 року замість португальського заморського ескудо, що випускався Національним заморським банком в Лісабоні для колишніх колоніальних територій (Сан-Томе і Принсіпі здобули незалежність у грудні 1974 року). Валютний контроль і всі розрахунки в іноземній валюті здійснюються центральним банком, якому повинна здаватися виручка від експорту товарів і послуг. Для платежів за кордон потрібні дозволи. Ввезення і вивіз національної валюти заборонені.

## Опис

### Банкноти основного обігу зразка 2004 року
В обігу перебувають банкноти номіналом 5000, 10 000, 20 000, 50000 і 100000 добр різних років випуску. Банкноти у добрах старих серій випуску після 1977 року є платіжним засобом і вилучаються з обігу у міру зносу.
Існуюча серія банкнот бере свій початок у 1996 році. Посилення ступеня захисту сталося у випуску 2006 року. З 2008 року Центральний банк Сан-Томе і Принсіпі ввів у обіг банкноту у 100000 добр.
| Серія 2008 року | Серія 2008 року | Серія 2008 року | Серія 2008 року | Серія 2008 року     | Серія 2008 року                 | Серія 2008 року                                           | Серія 2008 року |
| Зображення      | Зображення      | Номінал (добр)  | Розміри (мм)    | Основні кольори     | Опис                            | Опис                                                      | Рік друку       |
| Аверс           | Реверс          | Номінал (добр)  | Розміри (мм)    | Основні кольори     | Аверс                           | Реверс                                                    | Рік друку       |
| --------------- | --------------- | --------------- | --------------- | ------------------- | ------------------------------- | --------------------------------------------------------- | --------------- |
|                 |                 | 5000            | 67 х 130        | жовтий, фіолетовий  | Портрет Рей Амадора             | Еспланада, будівля                                        | 2004            |
|                 |                 | 10 000          | 67 х 136        | зелений, синій      | Портрет Рей Амадора             | Міст, пальми, гори                                        | 2004            |
|                 |                 | 20 000          | 67 х 144        | червоний, блакитний | Портрет Рей Амадора             | Краєвид міста Сан-Томе                                    | 2004            |
|                 |                 | 50 000          | 67 х 150        | коричневий, жовтий  | Портрет Рей Амадора             | Будівля Центрального банка                                | 2004            |
|                 |                 | 100 000         | 67 х 150        | синій, зелений      | Портрет Франциско Хосе Тенрейро | Пам'ятник Auto de Floripes у Санту-Антоніу на о. Принсіпі | 2008            |

 Усі грошові знаки Демократичної Республіки Сан-Томе і Принсіпі у тому чи іншому вигляді прикрашає зображення її державного герба, що являє собою щит, на якому зображена пальма, над щитом розташована п'ятипроменева зірка блакитного кольору, щитотримачами виступають два різні птахи.

### Грошова реформа
З нагоди свого 25-річчя у січні 2018 року Центральний банк оголосив 25 серпня 2017 року про реномінацію (зменшення на 1000 одиниць) і, відповідно, випуск нової серії банкнот. Попередня валюта STD була замінена на нову валюту STN з 1 січня 2018 року: 1000 STD = 1 STN. 
Нова серія банкнот, присвячена місцевій дикій природі, випущена компанією De La Rue і включає банкноти номіналом 5, 10, 20, 50, 100 та 200 добра. Два найнижчі номінали надруковані на поліпропілені. Інші банкноти надруковані на бавовняній основі та мають додаткові елементи захисту .

### Монети
У грошовому обігу перебувають монети номіналом 100, 250, 500, 1000, 2000 добр.
Аверс монет усіх номіналів прикрашають зображення державного герба країни і супутній напис «REPUBLICA DEMOCRATICA DE S. ТОМЕ Е PRINCIPE». На реверсі монети вартістю 100 добр зображений птах серед гілок та розміщений напис «AUMENTEMOS A PRODUCAO»; схожа композиція має місце і на звороті монети в 250 добр. Реверс монети номіналом 500 добр прикрашений зображенням мавпи на пальмі, на зворотному боці монети у 1000 добр знаходяться зображення тубільних рослин і напис «AUMENTEMOS A PRODUCAO». Фрукти і напис «AUMENTEMOS А PRODUCAO» зображені на реверсі монети номіналом у 2000 добр.
Монети перших двох описаних номіналів мають гладкий гурт, решта — гурт секторального рифлення. Для виготовлення монет усіх номіналів використовується сталь, плакована хромом.